# Plano de presencia (sonido)
Los planos de presencia son planos sonoros que indican la distancia aparente (cercanía o lejanía) del sonido con respecto al oyente, situando a este en lo que llamamos plano principal.
Los planos de presencia son esenciales para conferir espacialidad al sonido, creando profundidad en el sonido, por tanto, desempeñan un papel clave a la hora de construir la llamada perspectiva sonora.
La distancia "supuesta" entre la fuente sonora y el oyente se establecen cuatro escalones:
1. Primer plano: La fuente sonora está junto al oyente. Algunos autores también llaman al primer plano plano íntimo o primerísimo plano para expresar su fuerza dramática.
2. Plano medio o normal: Sitúa, en profundidad sobre un plano imaginario, a la fuente sonora a una distancia prudente de la oyente. Así, el sonido resultante se percibirá como cercano al oyente. Es decir, la fuente está cercana al plano principal, aunque no en él, como en primer plano.
3. Plano lejano o general: La fuente sonora se halla a cierta distancia de la toma de sonido y, por tanto, del oyente. Crea sensación de profundidad.
4. Plano de fondo sonoro o segundo plano: Es un plano sonoro generado por varios sonidos distribuidos de modo que unos suenan siempre en la lejanía, con respecto a otros situados en primer término. Acentúa la sensación de profundidad con respecto al plano general.

- Datos: Q6077709